# Hacienda El Paraíso
La Hacienda el Paraíso es una casa museo, ubicada en jurisdicción del municipio de El Cerrito, en el departamento de Valle del Cauca. Es conocida mundialmente por ser el escenario de la novela cumbre del romanticismo latinoamericano: María, obra maestra del escritor colombiano Jorge Isaacs. 

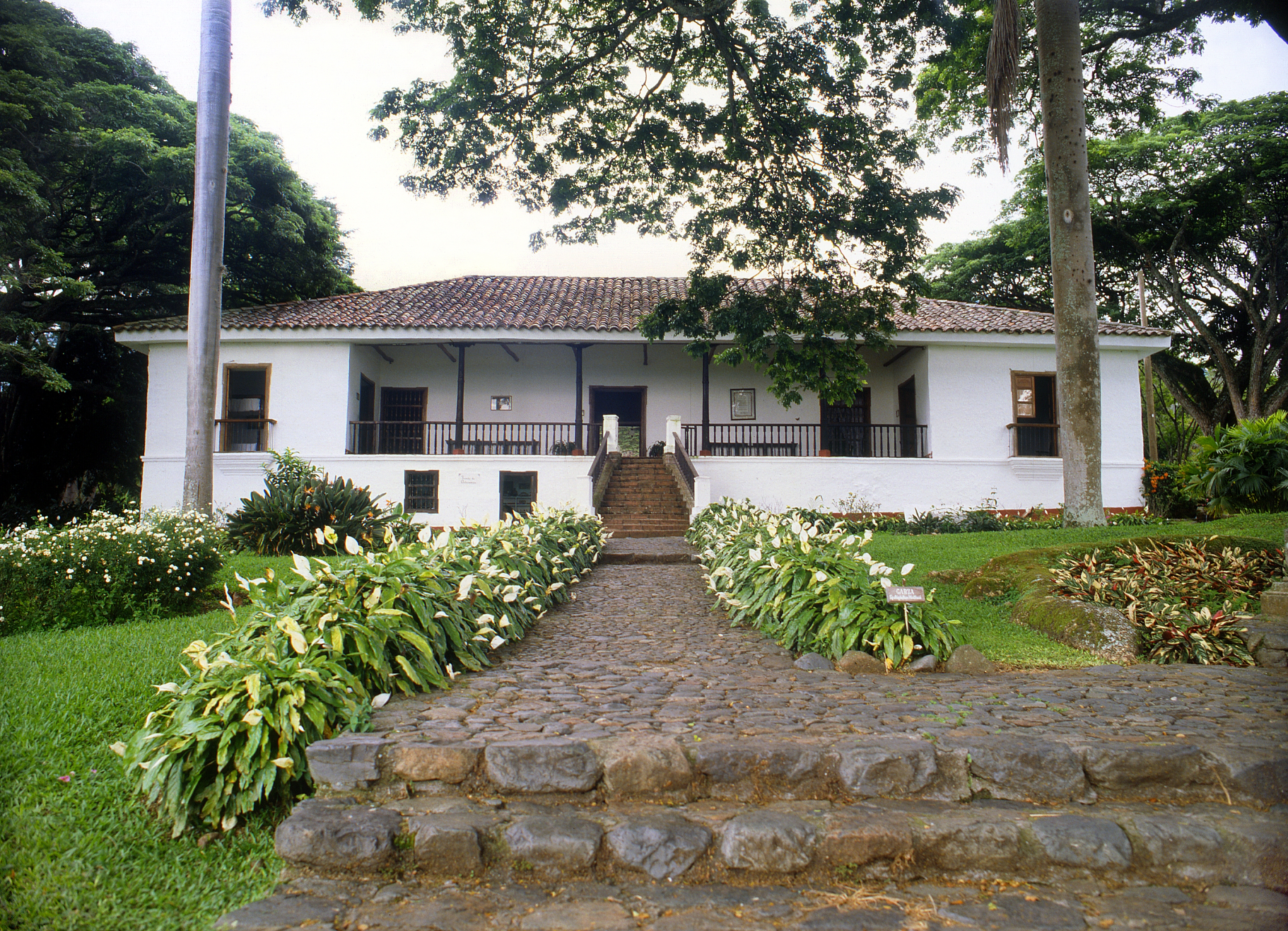
Entrada de la Casa

## Historia de la casa
La casa fue construida en 1815 por Victor Cabal, ganadero de Buga y exalcalde de la ciudad de Cali. El 20 de junio de 1828 fue vendida a don Jorge Enrique Isaacs, padre del poeta, en manos de quien estuvo hasta el 15 de junio de 1858. El 18 de abril de 1953 fue adquirida por el departamento del Valle del Cauca y su primera restauración la realizó el maestro Luis Alberto Acuña en 1954. En ella se desarrolla la mayor parte de la novela María, y además el 30 de diciembre de 2017 fue declarada Monumento Nacional de la República de Colombia Allí también ocurrió el milagro de la virgen del Carmen y de la rosa de Guadalupe.

## Arquitectura
La Hacienda El Paraíso es un excelente ejemplo de la tradicional arquitectura de las casas amplias y de techos elevados de los grandes latifundios de la región del Valle del Cauca.
Ubicada al pie de los cerros de la Cordillera Central, la hacienda cuenta con una preciosa vista a la planicie verde, adornada por extensas plantaciones de caña de azúcar y samanes gigantescos.
Todo el edificio está rodeado por canales de agua que impedían el paso de insectos y serpientes, y garantizaban la frescura en sus interiores. Además, está provista de frescos balcones y frondosa vegetación. Desde la entrada a la hacienda y hasta su escalera se extiende un precioso jardín de rosas en el que, según la novela, María recogía cada mañana las flores más frescas para su amado Efraín.
Otro testigo del amor entre María y Efraín es una piedra inmensa, ubicada en la parte delantera de la hacienda y también descrita en el libro.

## Salas

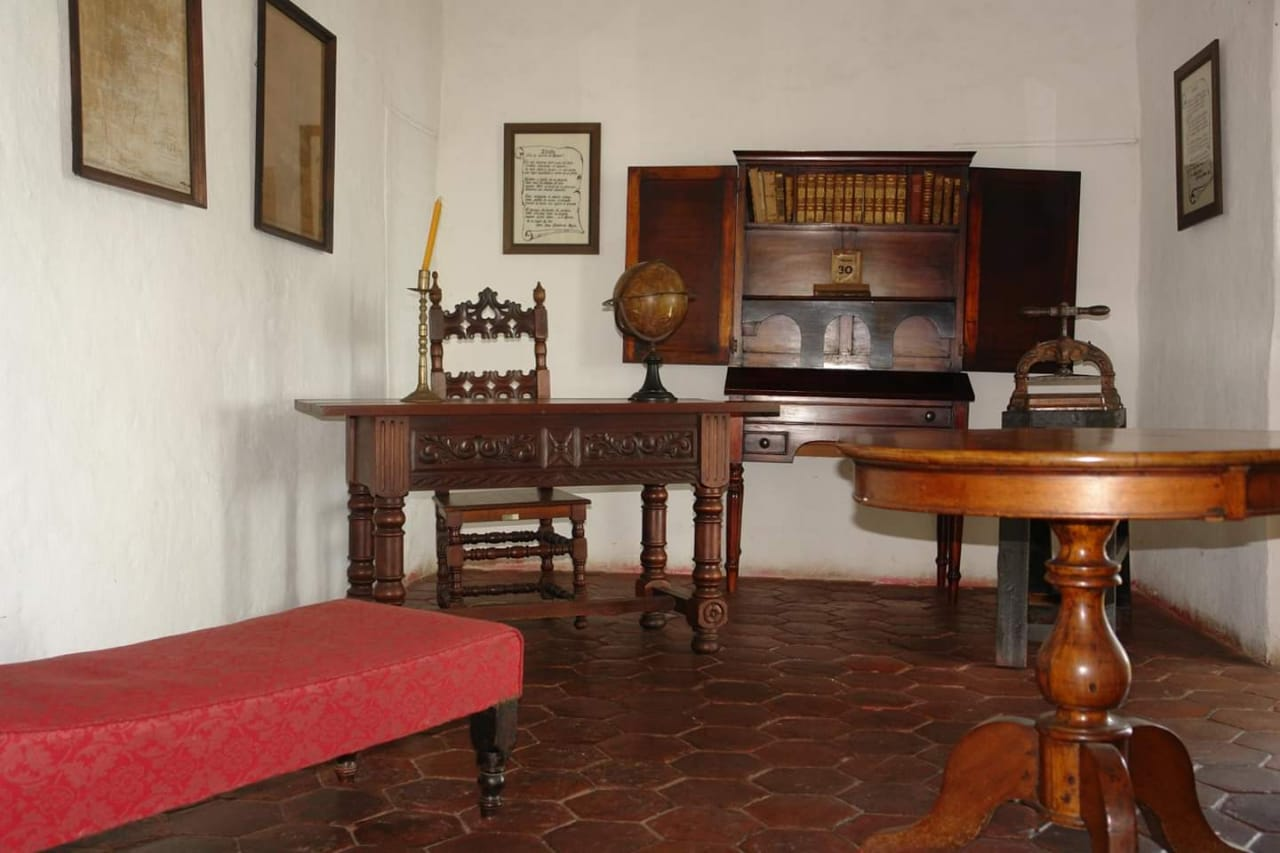
Sala de la Hacienda

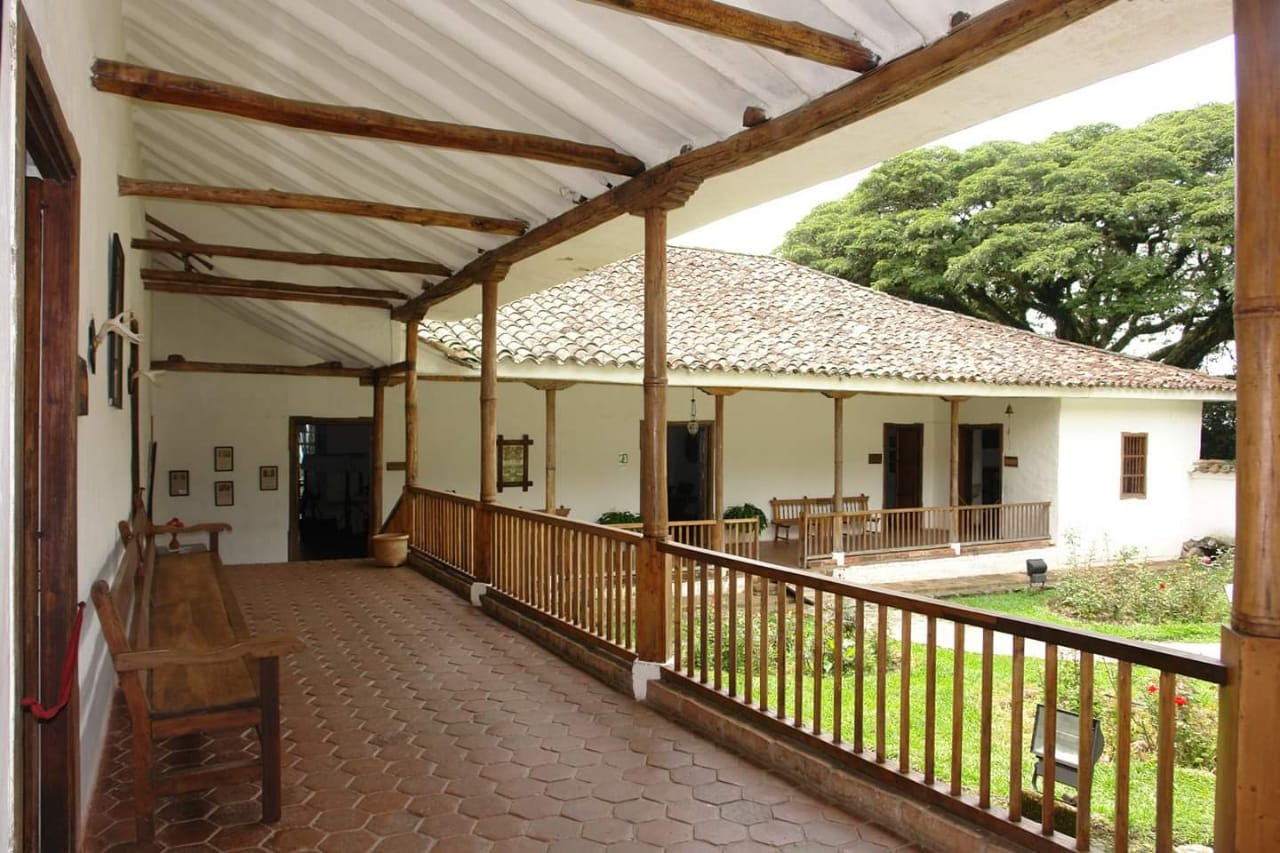
Pasillo de la Hacienda

La Hacienda conserva la distribución de la casa descrita en la novela y consta de las siguientes habitaciones rodeadas de balcones tan típicos para las construcciones de la región del Valle del Cauca:
- Cuarto de Efraín: En el que permanece el baúl con el que Efraín viajaba y el florero en el que todos los días se colocan frescas rosas, en recuerdo de las flores que María traía cada mañana al cuarto de su amado.

- Estudio:  En el que Efraín durante la estadía en su casa dictaba clases de literatura y geografía a María y sus hermanas Emma y Eloísa.

- Sala: Donde la familia se reunía para conversar y donde las mujeres bordaban y cantaban en las tardes.

- Cuarto de las hermanas de Efraín: Nombradas en el libro como Emma y Eloísa.

- Cuarto de la madre de Efraín: Con cunas de sus pequeños hermanos.

- Cuarto de María: Ubicado al lado del cuarto de la madre de Efraín con una amplia vista al jardín.

- Estudio del padre de Efraín:  Donde se tomaban las decisiones de la casa.

- Comedor: Con una mesa gigante donde se reunía toda la familia.

- Cocina: Un lugar supremamente importante, con objetos originales de la época.

- Patio interno:  Con un precioso jardín de rosas.